# Union Sportive Gorée
L'Union Sportive Gorée, nota più semplicemente come Gorée, è una squadra di calcio senegalese con sede a Gorée. Pur provenendo dall'omonima località, il Gorée gioca le sue partite a Dakar, allo Stadio Demba Diop.
Tra i club senegalesi più antichi, essendo stato fondato nel 1933, vanta al suo attivo la vittoria di 4 Ligue 1 e 4 Coupe du Sénégal.

## Storia
Fondato nel 1933, il Gorée vince il suo primo titolo nel 1978. A quel titolo ne seguono altri due nel 1981 e nel 1984.
Nel 2016, dopo 32 anni di attesa, il Gorée torna nuovamente a vincere il campionato.

## Strutture

### Stadio
Il Gorée, pur provenendo dall'isola di Gorée, gioca le sue partite a Dakar, allo Stadio Demba Diop, avente una capienza di 30 000 posti.

## Palmares

### Competizioni nazionali
- Campionato senegalese: 4

1978, 1981, 1984, 2016
- Coupe du Sénégal: 4

1965, 1972, 1992, 1996

### Competizioni internazionali
- Coppa dell'Africa Occidentale Francese: 3

1947, 1954, 1955

### Altri piazzamenti
- Coupe du Sénégal:

Finalista: 1967, 1968, 1978, 1998, 2001, 2010, 2019